# هنس تریه هنسن
هنس تریه هنسن (دانمارکی: Hans Trier Hansen; ۱۵ مهٔ ۱۸۹۳ – ۱۲ سپتامبر ۱۹۸۰) ژیمناست هنری اهل دانمارک بود.